# ایستگاه متروی کلاپهام جنوبی
ایستگاه متروی کلاپهام جنوبی (انگلیسی: Clapham South tube station) یکی از ایستگاه‌های خط شمالی متروی لندن است.
این ایستگاه که در ناحیه کلاپهام قرار دارد در سال ۱۹۲۶ میلادی تأسیس شده‌است.

## نگارخانه

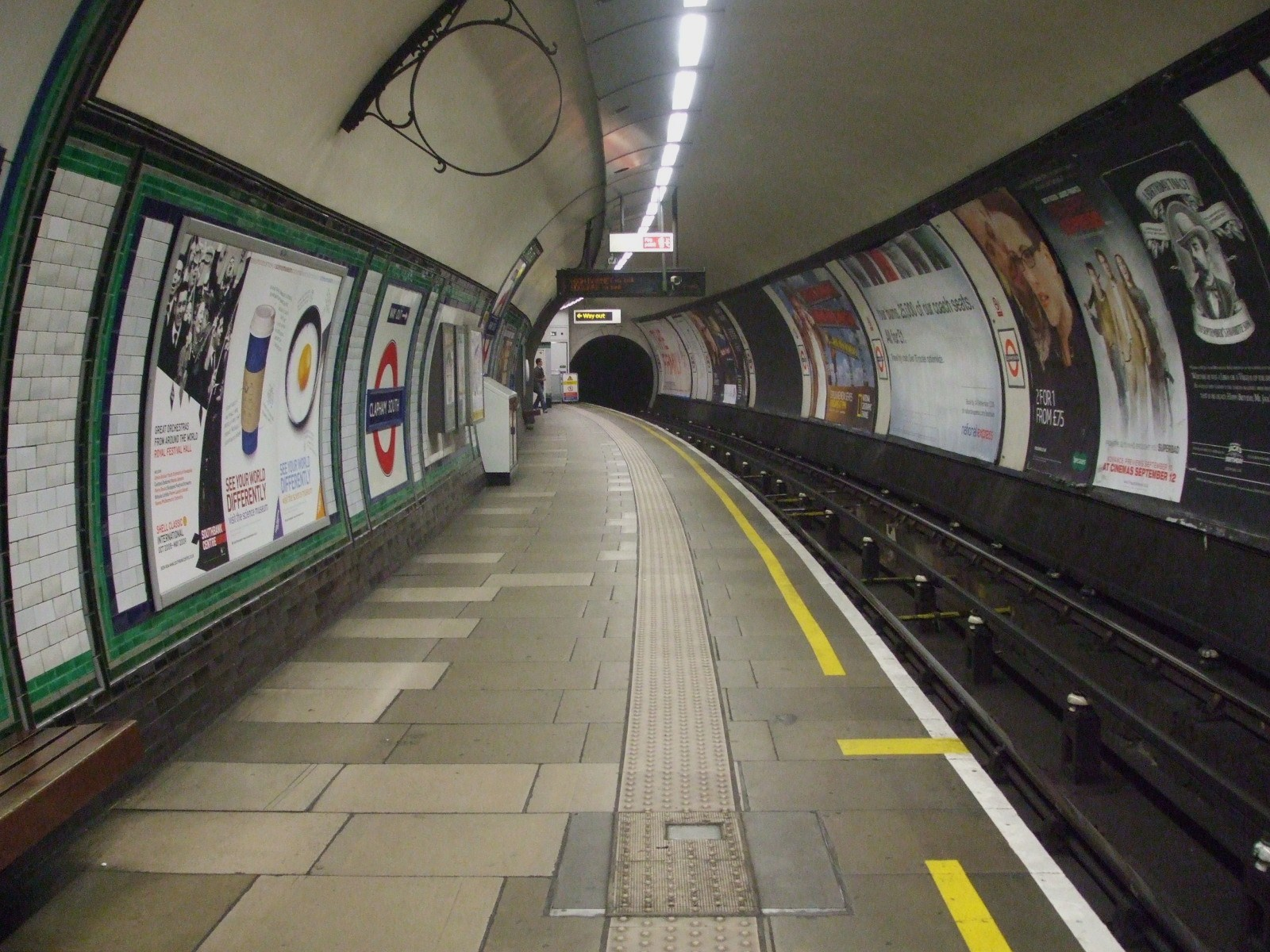
Northbound platform looking south
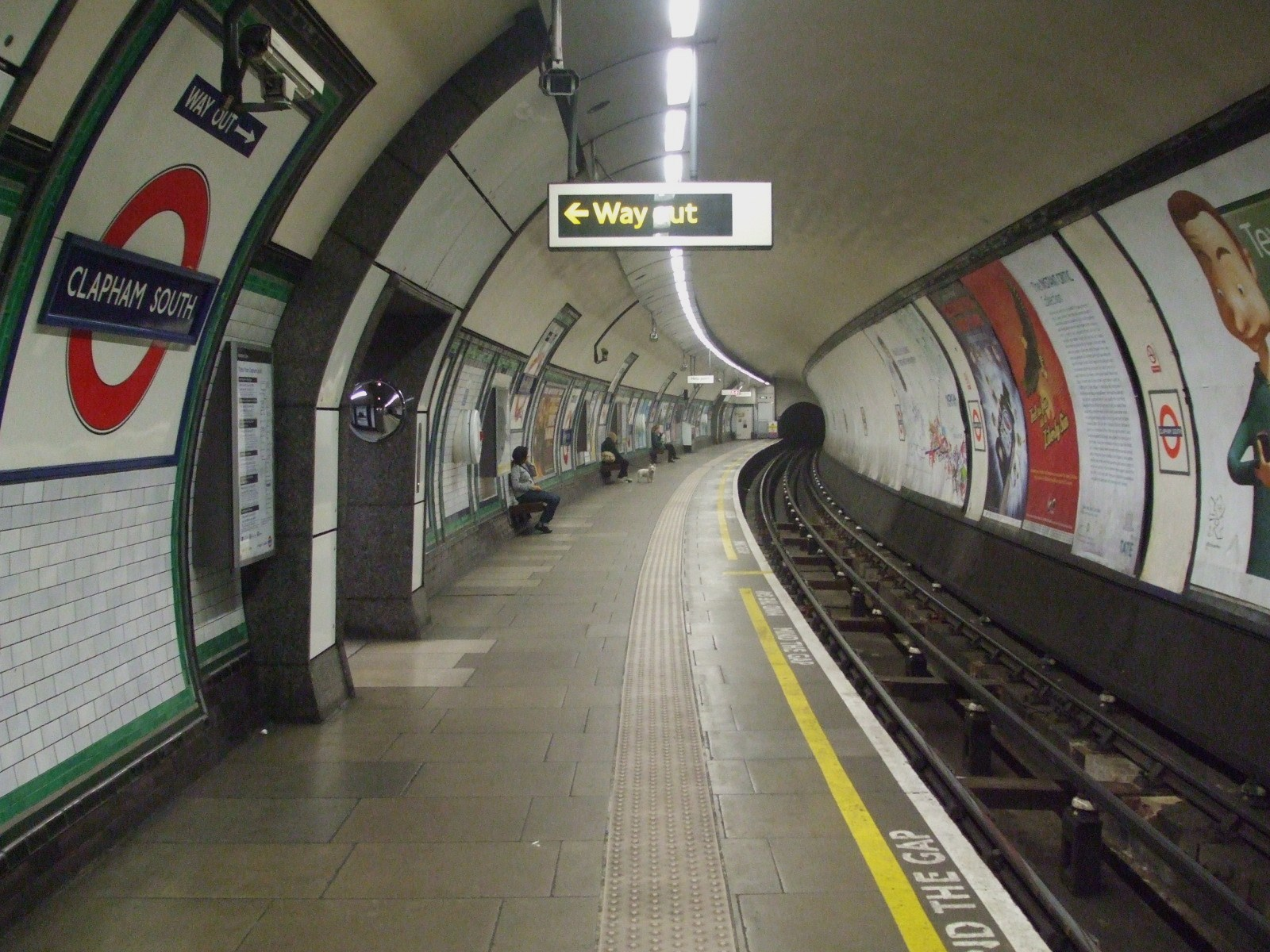
Southbound platform looking north
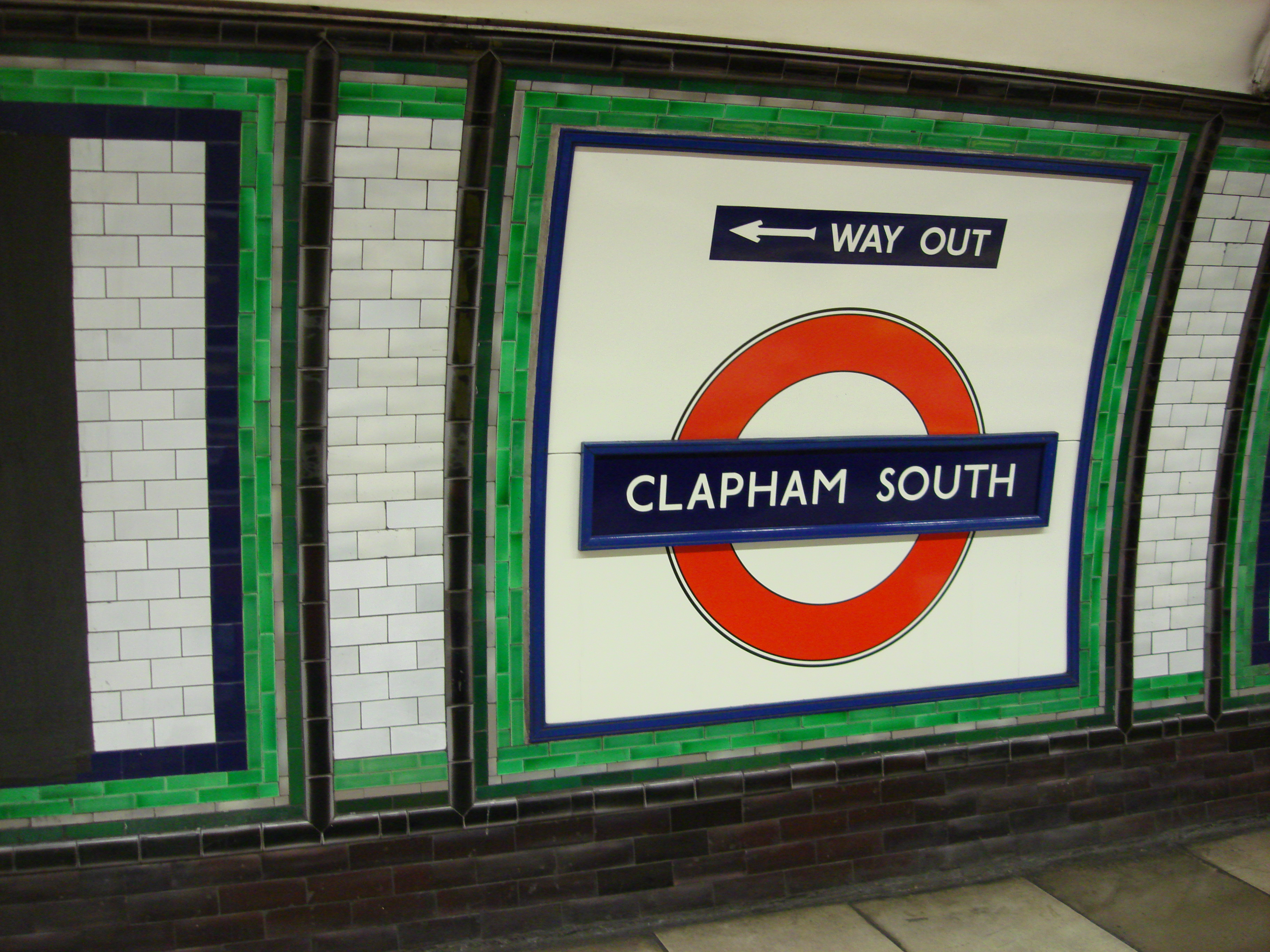
Roundel on the southbound platform
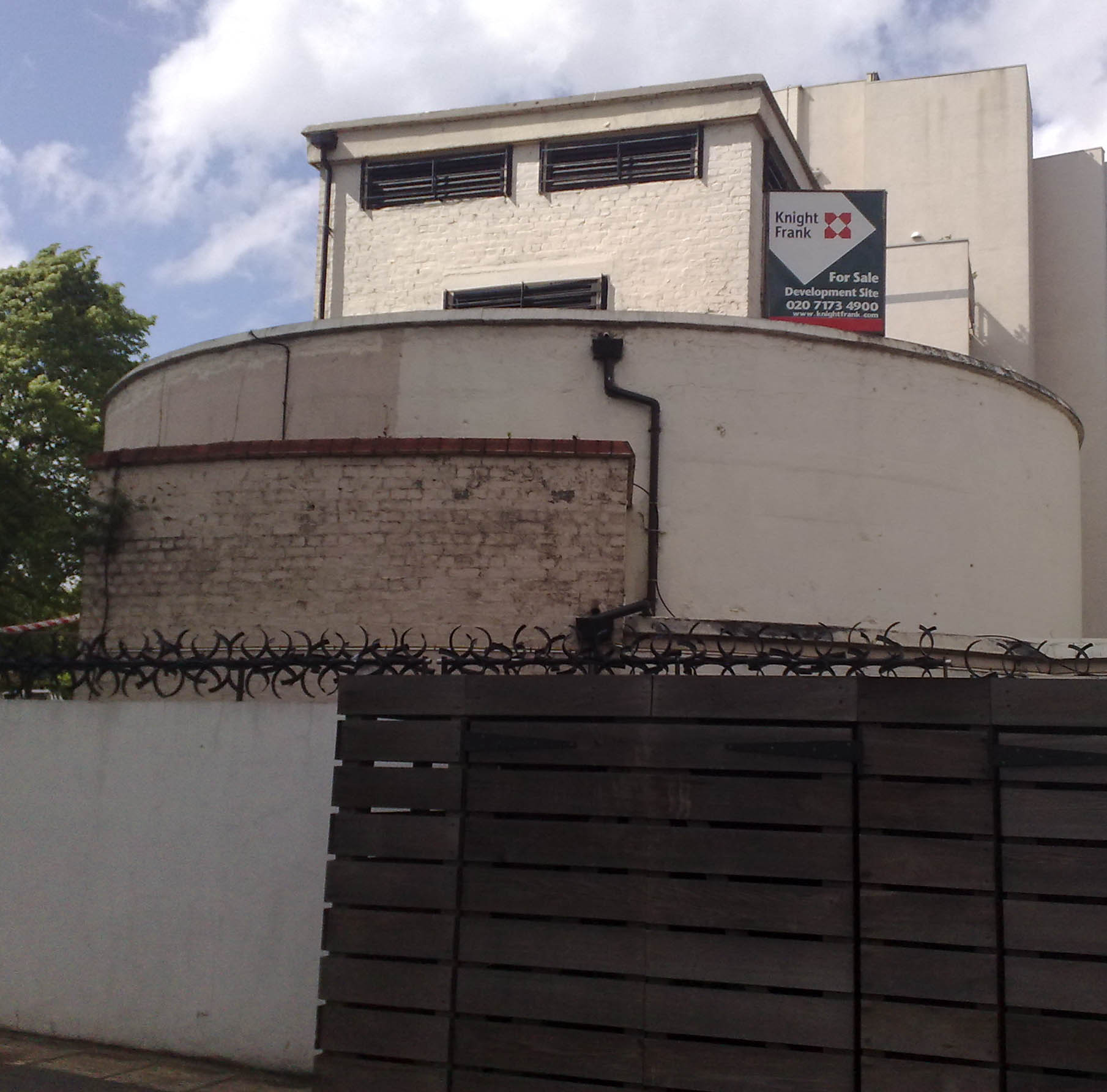
One of the entrances to Clapham South deep level shelter; the other is on the Common